# 霧氷
霧氷（むひょう、英: rime）は着氷現象の一種で、氷点下の環境で樹木などの地物に付着して発達する、樹氷、粗氷、樹霜の3つの総称。

## 概要

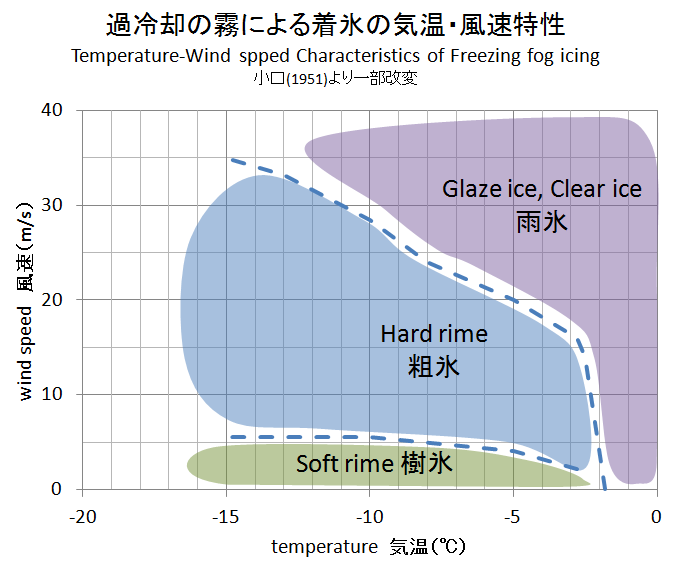
着氷性の霧と気温・風速の関係を示すグラフ（小口、1951年を一部改変）

過冷却にある霧粒子や雲粒子（着氷性の霧）があるとき、その粒子が物体表面に付着し速やかに凍って、または空気中の水蒸気が物体表面に昇華して形成される。樹氷や粗氷では主に付着凍結、樹霜では主に昇華による。平地よりも山地のほうができやすく、冬山にみられるものが典型。岡田武松によれば、樹氷、粗氷、樹霜いずれも程度の差はあるが霧が存在するときに生じることから「霧氷」と呼ぶ。
霧氷は気泡を多く含むため、密度は 0.2 - 0.3 グラム毎立方センチメートル(g/cm3)程度。樹氷は白くて微細粒子の凝集する構造が目立ち、粗氷は半透明で凝集構造が目立たないが、氷になるときの転移熱（凝固熱）の拡散が遅いとき樹氷、速いとき粗氷となる。そのほかに、粒子径の小ささ（霧の薄さ、雲水量）、付着速度の遅さおよび過冷却度の高さ（気温、風速、湿度の複合）も因子となる。
樹氷と粗氷の関係は、大気中で生じる氷霰（こおりあられ）や雹（ひょう）の層状構造の白色の部分と透明な部分に対応すると考えられる。なお着氷の中には、対照的に透明均質で密度が高い雨氷もある。雨氷の密度は0.8 - 0.9 g/cm3程度。
霧氷は航空機にも生じ、運行に支障をきたす原因の一つに挙げられる。

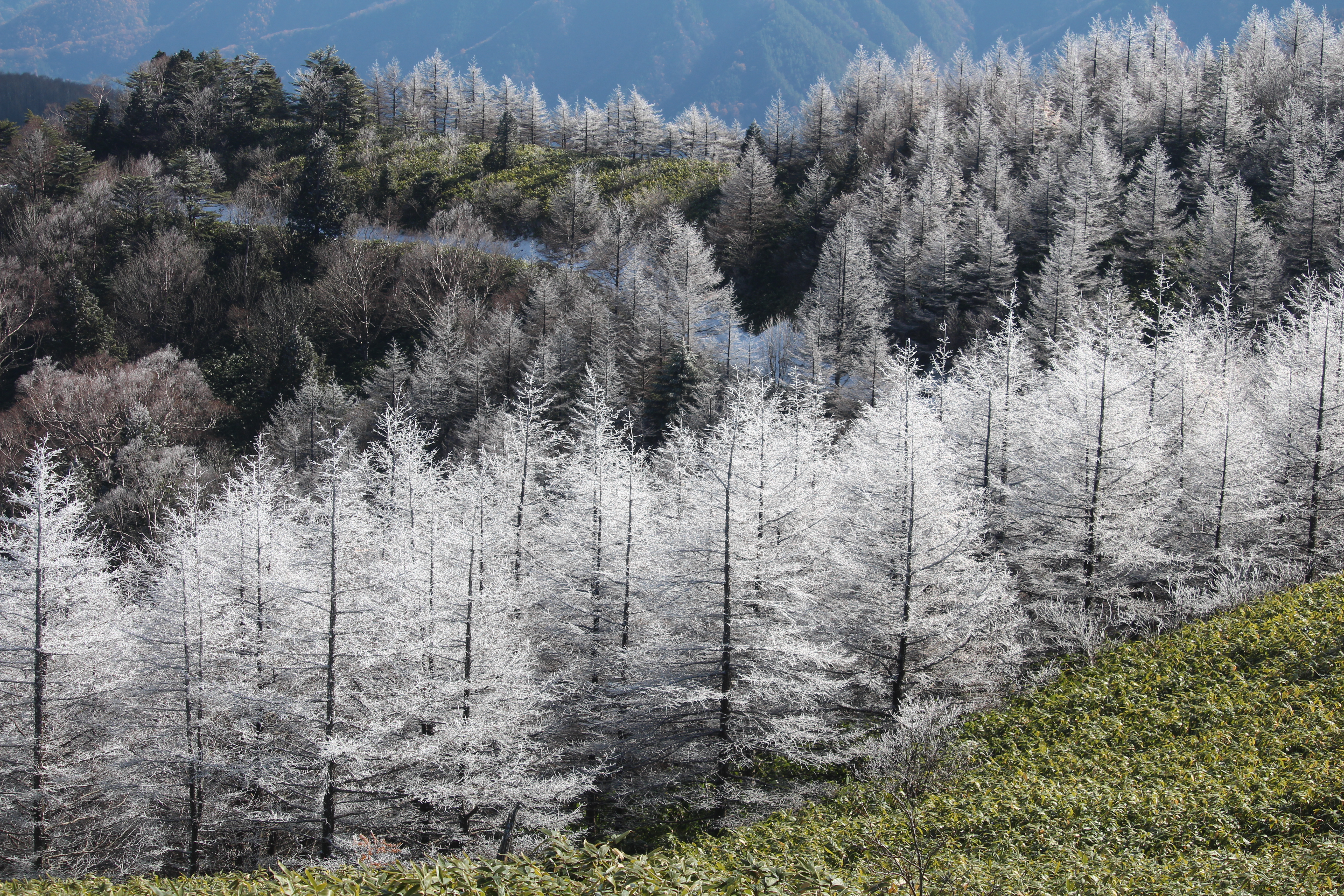
<樹氷または粗氷>（長野県恵那山）
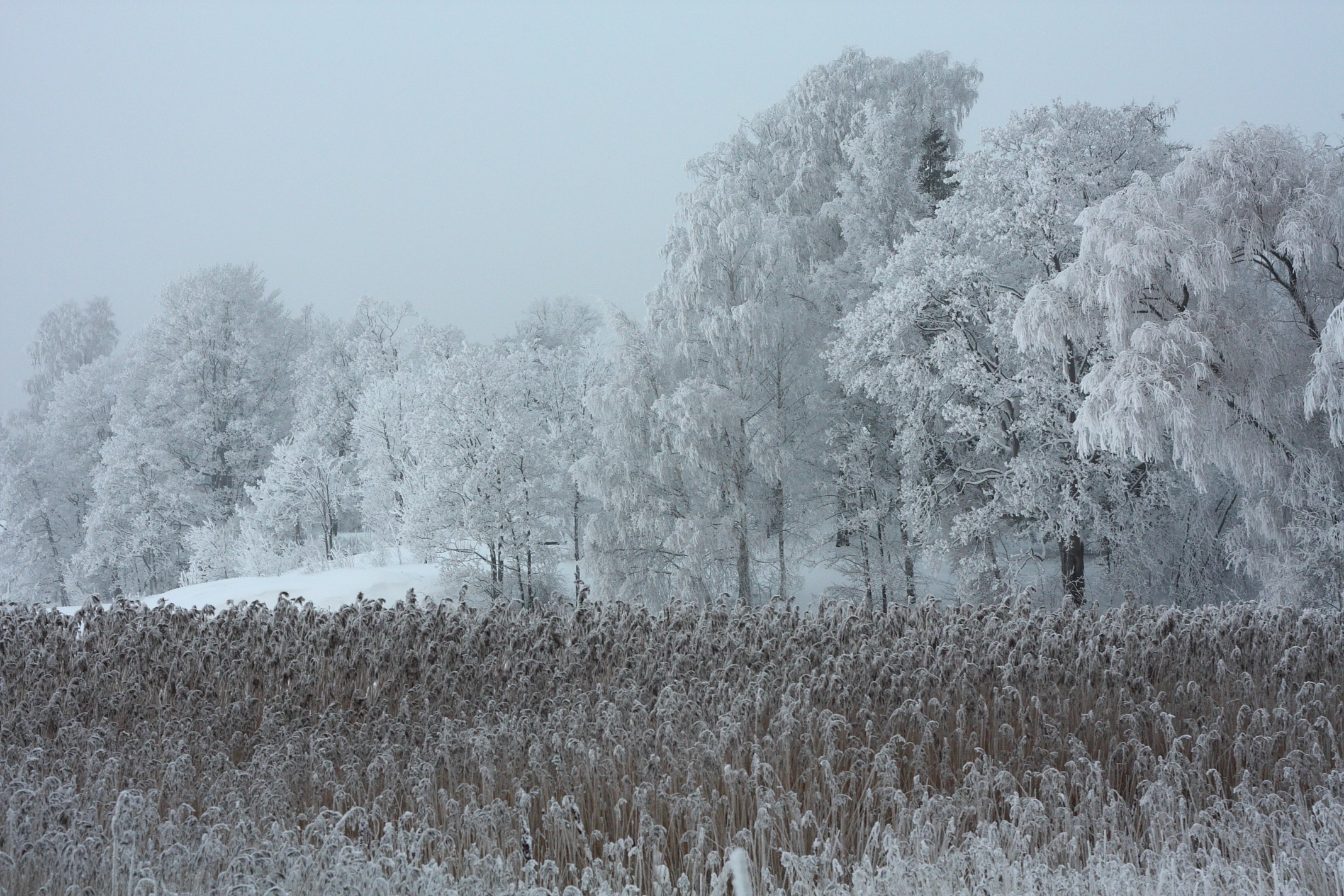
<樹氷または粗氷>（フィンランド）
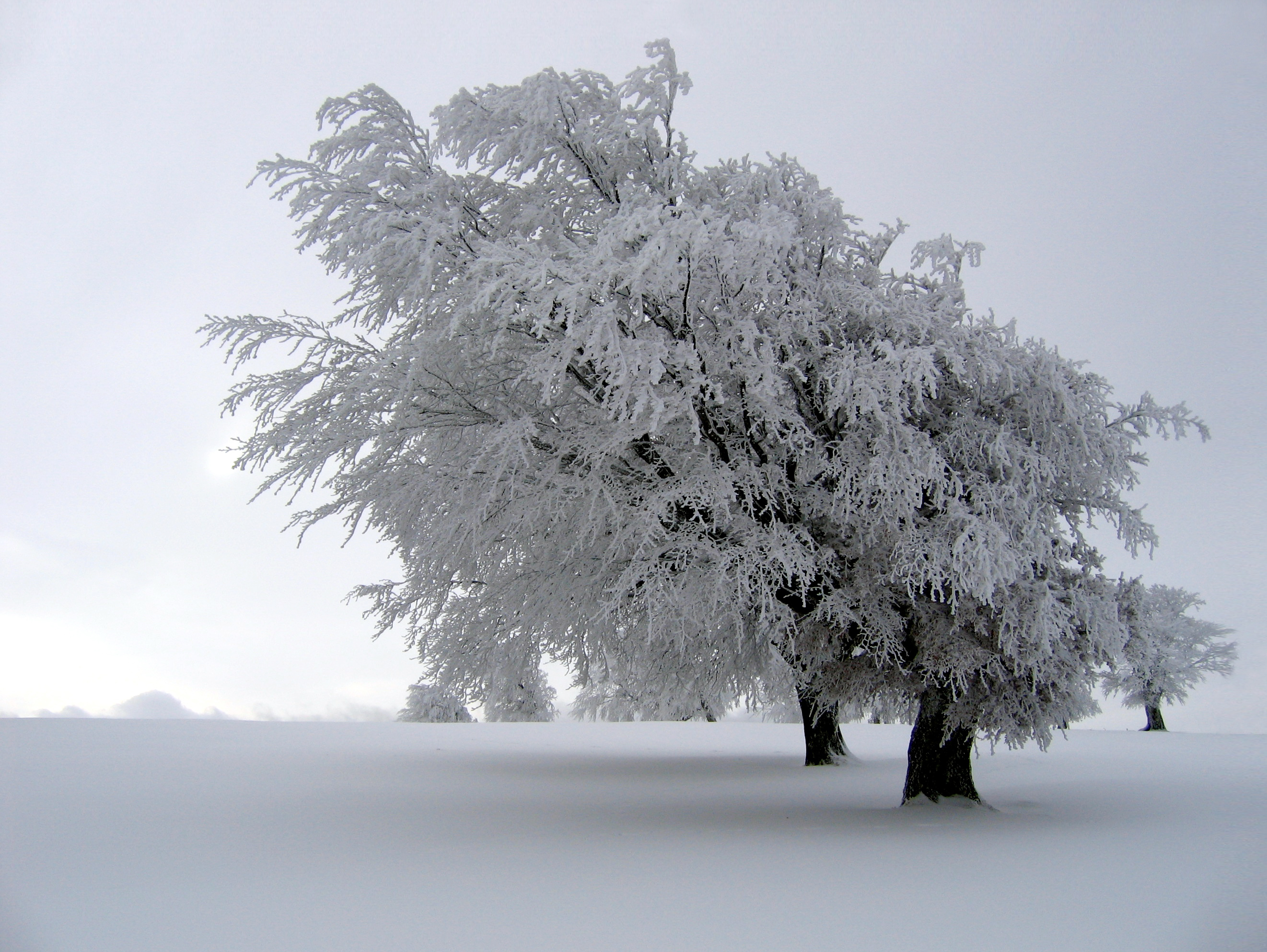
<樹氷または粗氷>（ドイツシュヴァルツヴァルト）
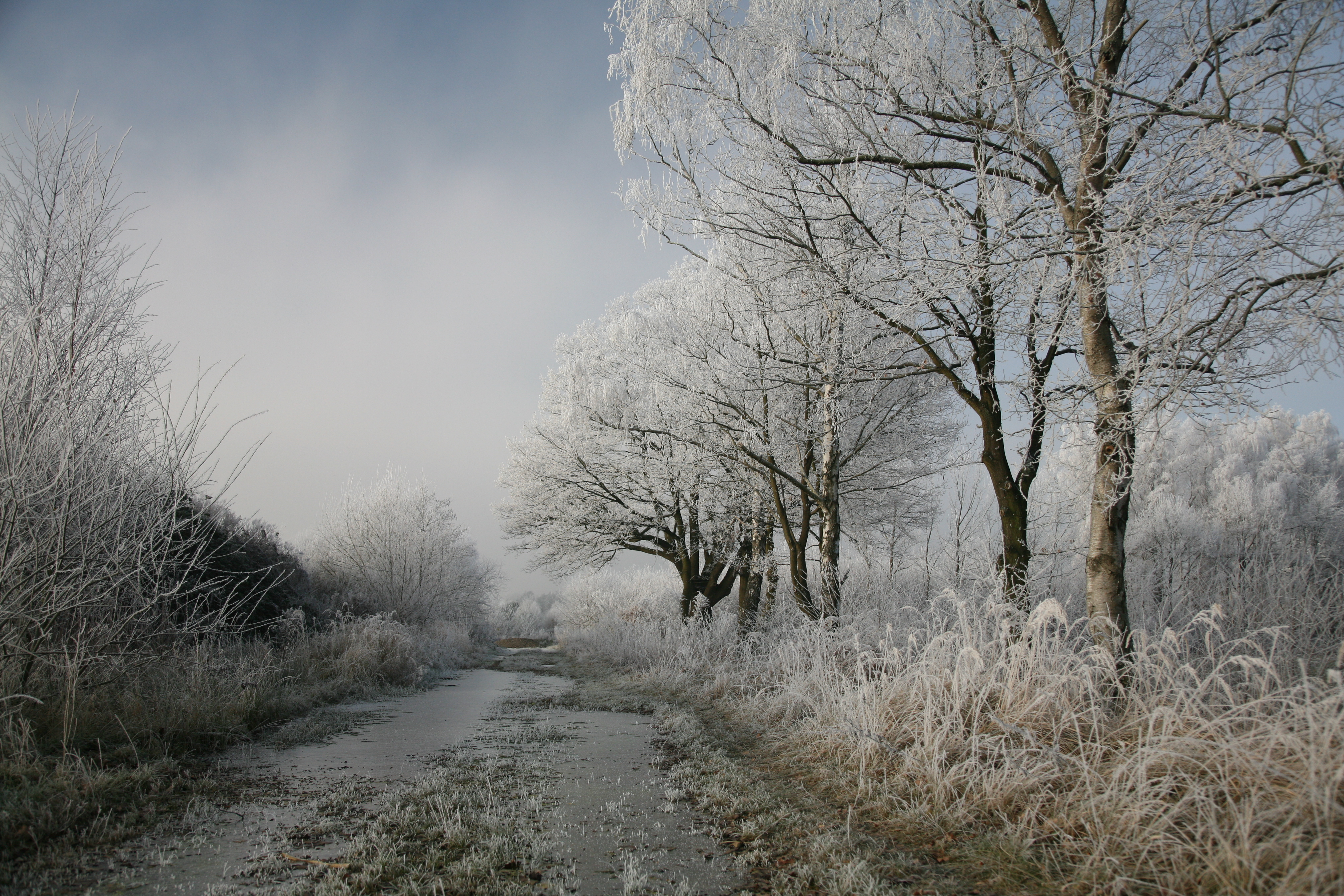
霧と樹氷・樹霜

## 樹氷
樹氷（じゅひょう、英: soft rime）は、過冷却水滴からなる濃霧や雲の粒子が地物に衝突して凍結付着した氷層のうち、白色で脆いものをいう。気温−5 ℃以下、風速1 - 5メートル毎秒(m/s)程度の風の弱いときに発達し、かつ相対的に風が強いほど大きく成長する。気泡を多く含むために不透明で、白色を呈する。
ただし気象条件については注意が必要で、樹氷が雪と混ざって生じるいわゆるアイスモンスターはより低い温度とより強い風の条件下で生じることが知られている。なお『国際雲図帳』では、主に気温−8℃以下ででき、かなりの低温では霧がなくとも生じると解説している。
物体に付着して瞬間的に凍った微細な粒状の氷が無数に凝集する構造で、薄い針状あるいは尾びれ状の塊が集まっている。手で触ると簡単に崩れるほど脆く、樹氷が付着している物体を揺らすと簡単に落ちる。多くの場合風上側へ向かって成長するのが特徴。形状は羽毛状、うろこ状、扇形などと表現され、よく俗に「海老の尻尾」（えびのしっぽ）と呼ばれる。大抵は物体の縁の部分から成長を始めて海老の尻尾のようになり、さらに成長するとひとつの塊になる。弱風時には地物の全ての方向に付着する。側面には霜（樹霜）ができることもある。
山地は平地に比べて雲に覆われやすく風もあって樹氷ができやすく、山頂には大きなものができやすい。鉄塔にもよく大きな樹氷ができる。樹木ではそれを覆いかぶせるほどの塊を生じることがありアイスモンスターなどの名があるが、この塊には雪も含まれている。

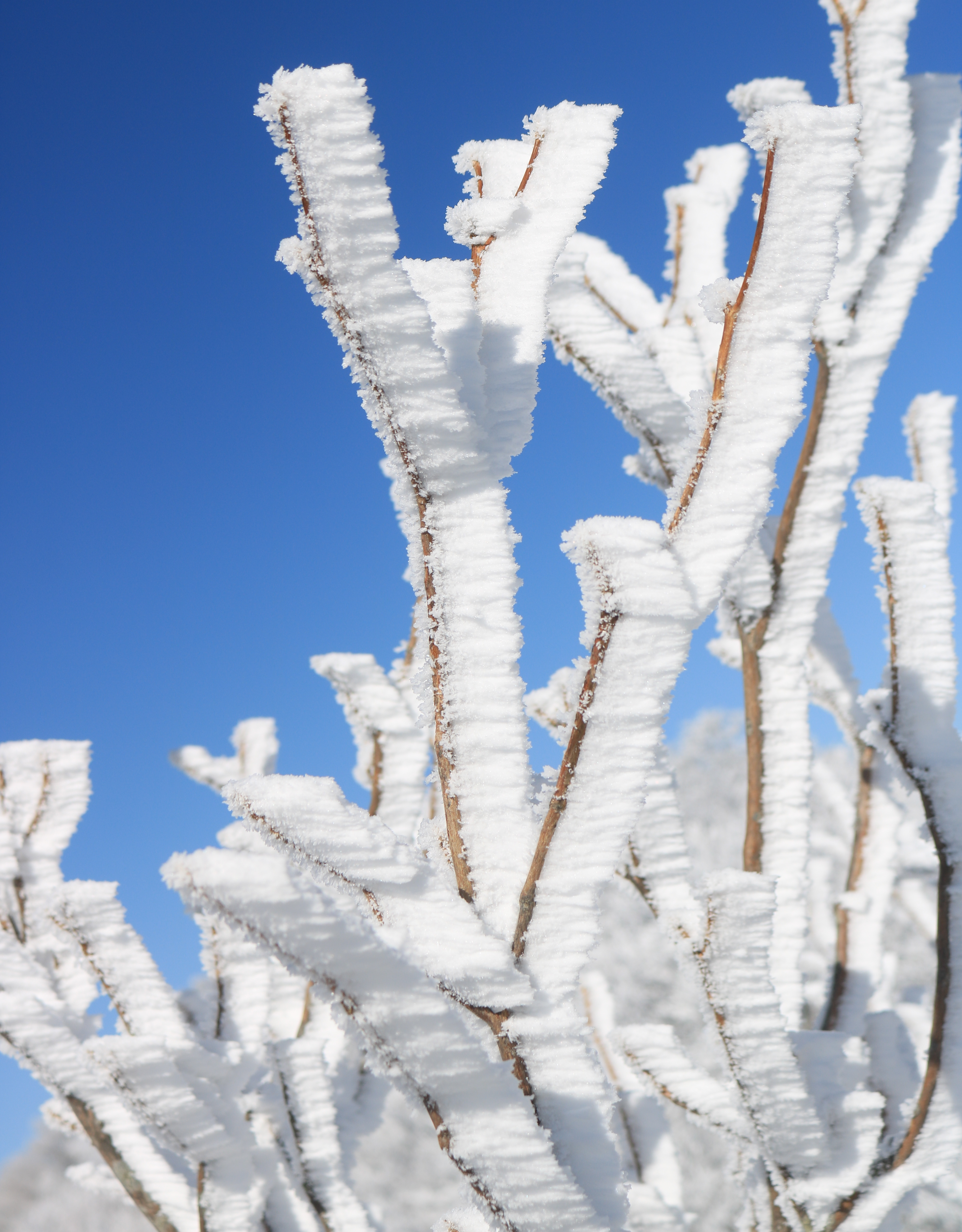
木の枝の樹氷。向かって右方向から風が吹き成長したと考えられる。（岐阜県貝月山）
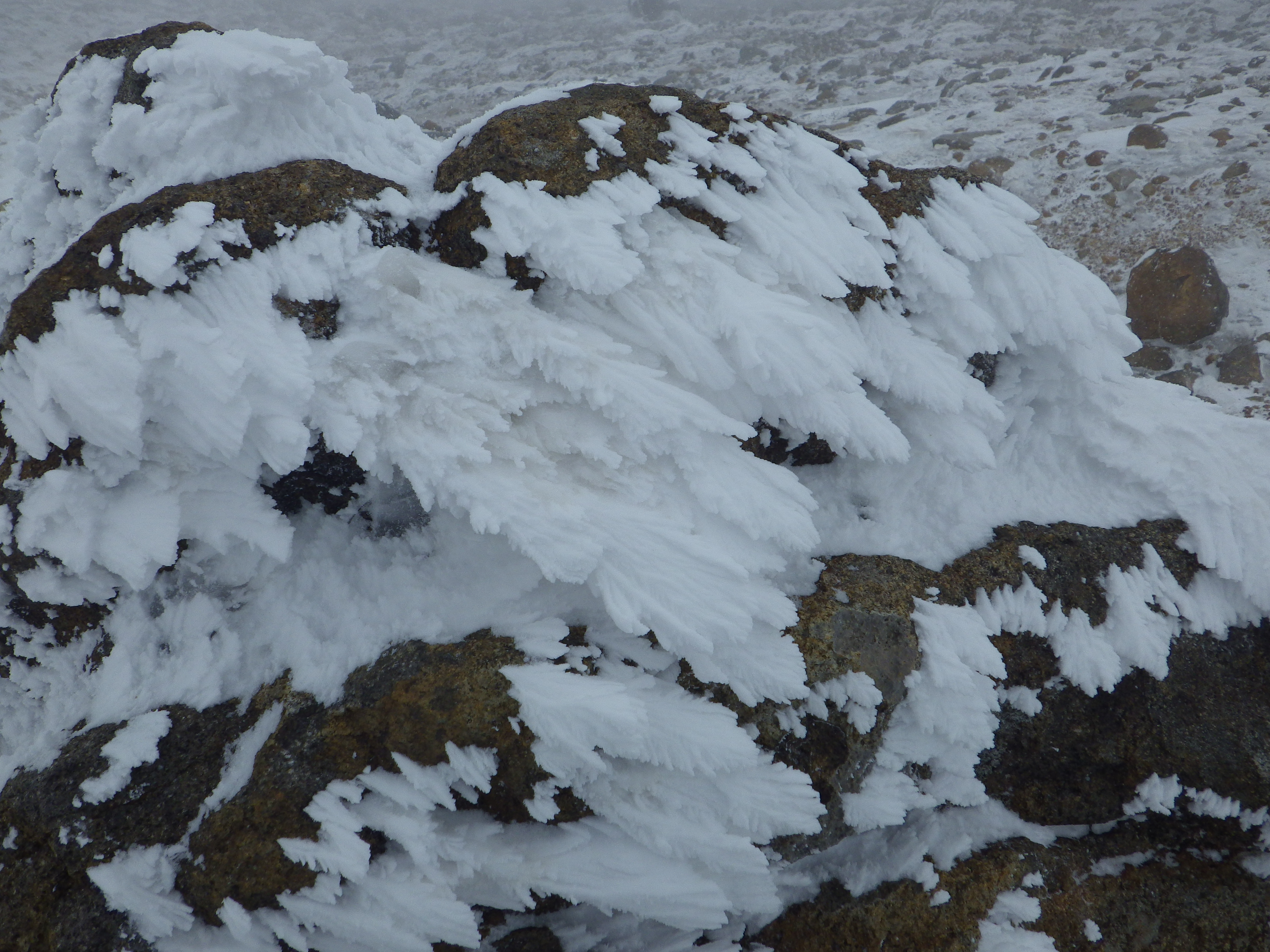
岩に付着した樹氷（福島県安達太良山）
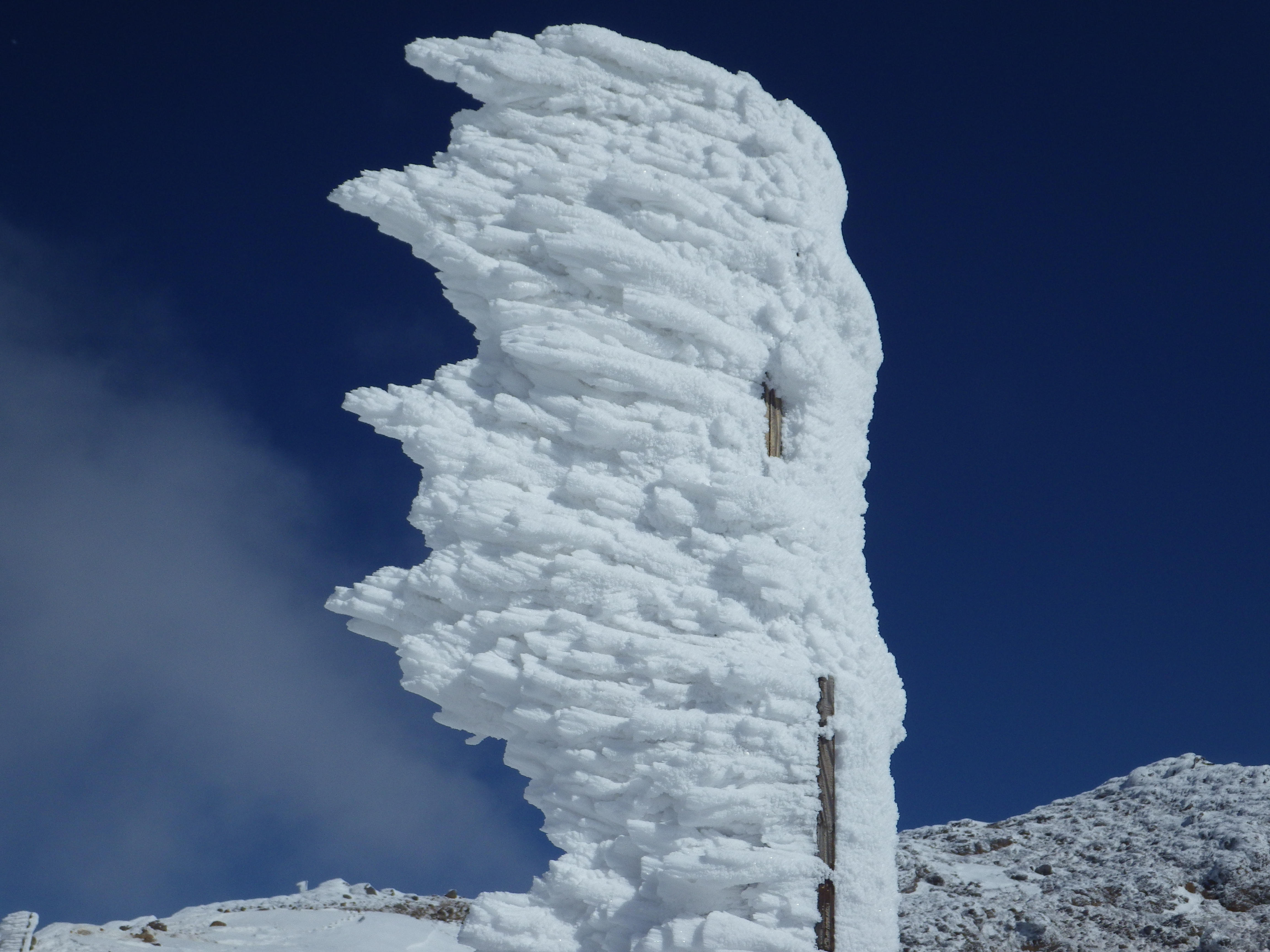
厚く発達した樹氷（安達太良山）
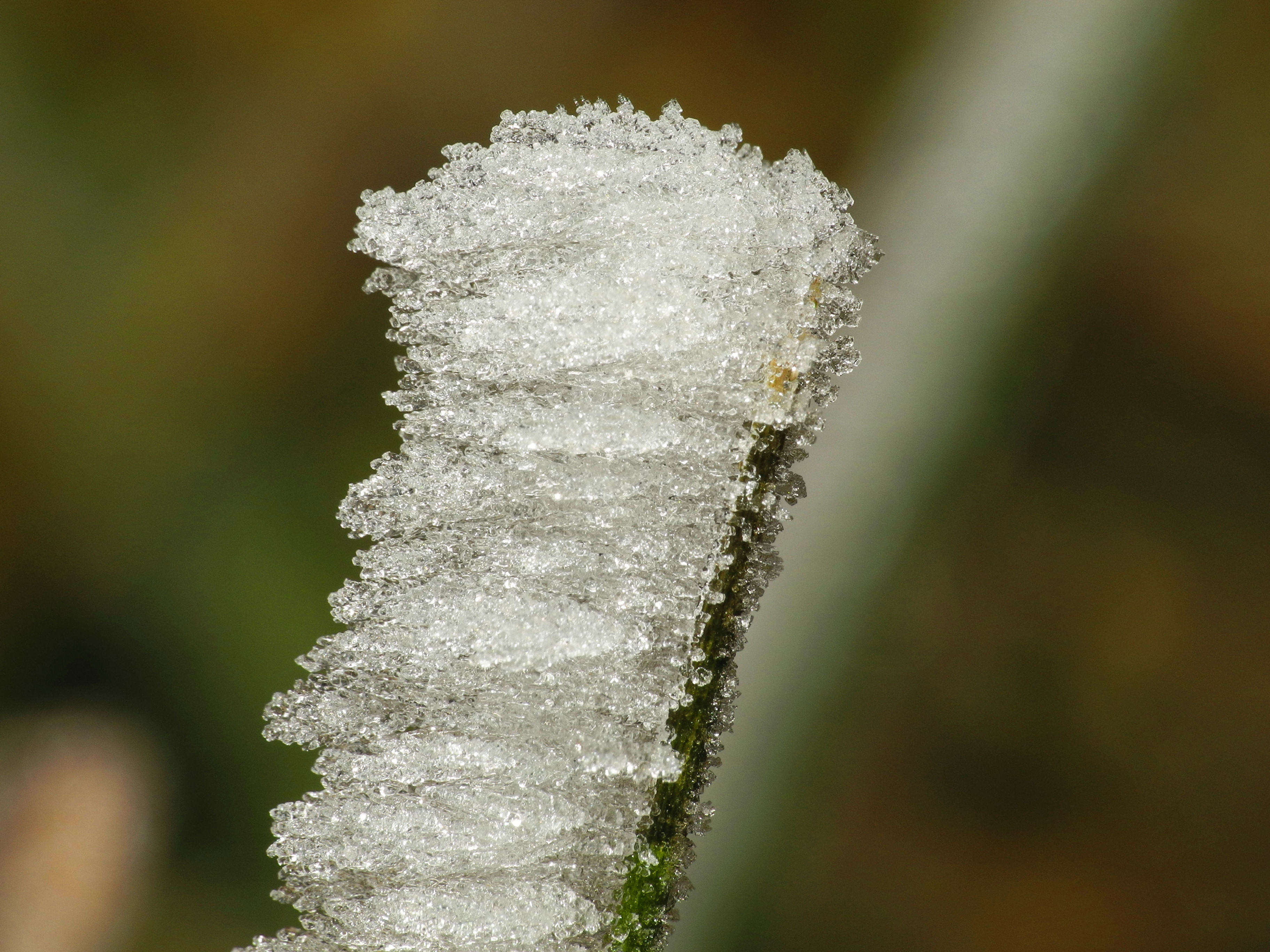
樹氷の拡大。粒状の氷が無数に凝集する。

## 粗氷
粗氷（そひょう、英: hard rime）は、過冷却水滴からなる濃霧が地物に衝突し、凍結付着した氷層のうち、半透明のものをいう。樹氷よりは脆くなく、物体から削り落とせる程度の硬さである。
付着する霧粒が大きいか数が多いため半ば水膜状を呈して凍結し、表面はやや滑らかで、樹氷のような微細な粒の凝集構造はほとんどみられない。樹氷より氷の粒は大きく、粒同士が融合して大きな氷の塊を形成する場合もあるが、気泡を多く含むため透明にはならず半透明にとどまる。性状は樹氷と雨氷の中間。結晶は樹氷ほど目立たず、氷の粒が枝のように伸びる形をしている。
風上側へ向かって成長する。気温が−2から−10 ℃くらいの時にできやすく、−4 ℃以下で風速が毎秒20メートル以上のときに発達する。−10 ℃を下回る時にはできにくい。
過冷却水が付着して生じる船舶や海岸の物体への着氷は、ふつう粗氷の性質をもつ。

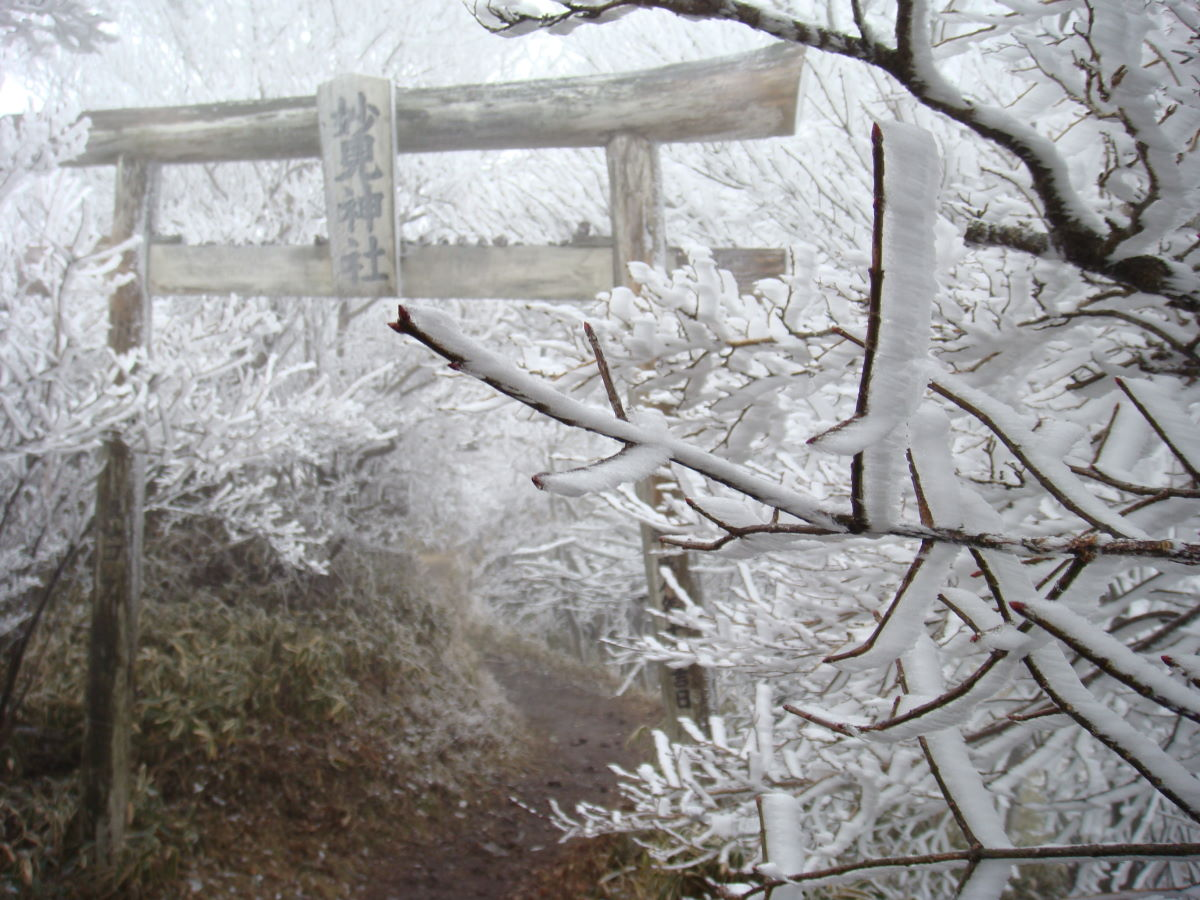
長崎県雲仙岳の粗氷（花ぼうろと呼ばれる）
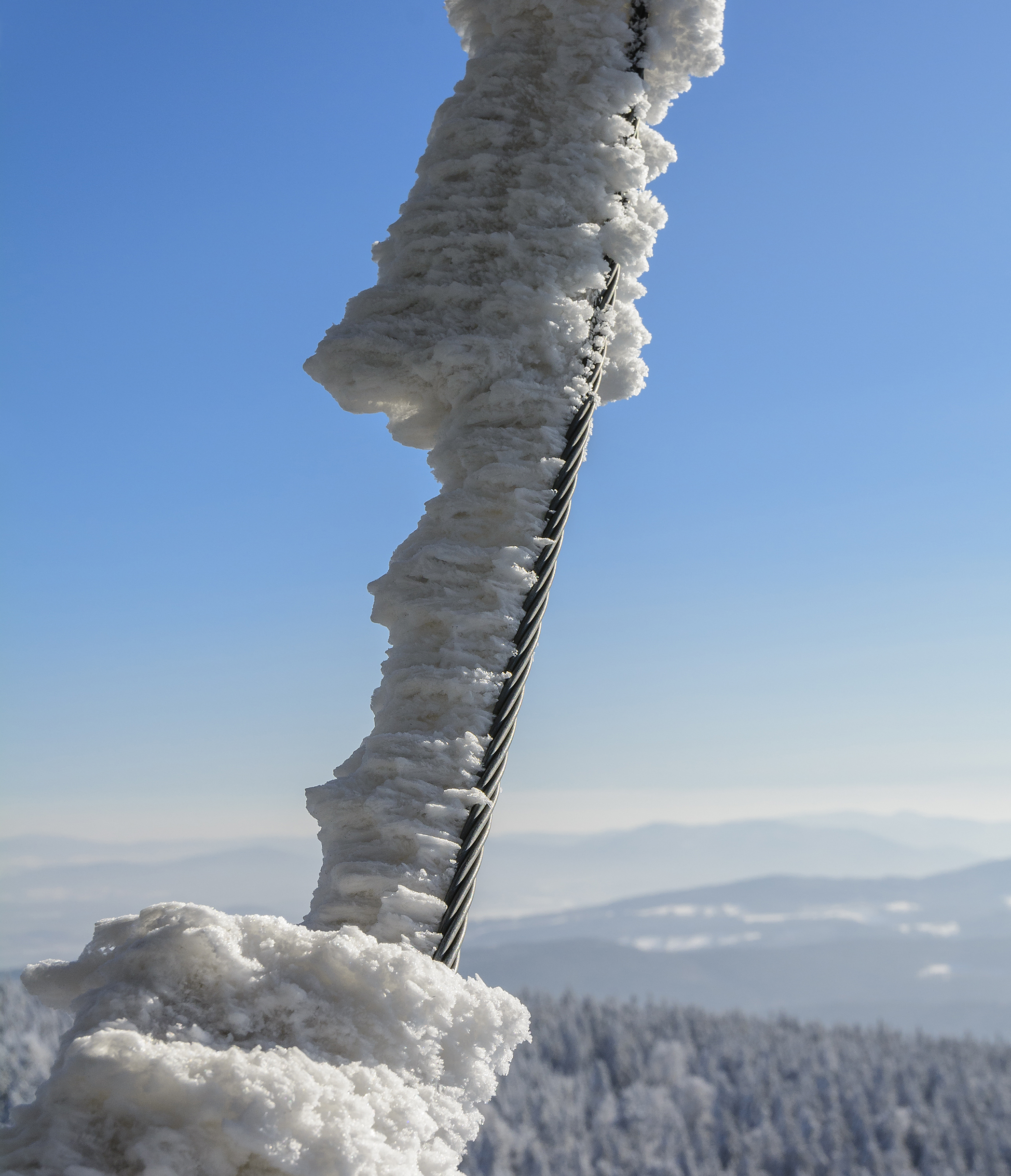
ワイヤーに付着した粗氷
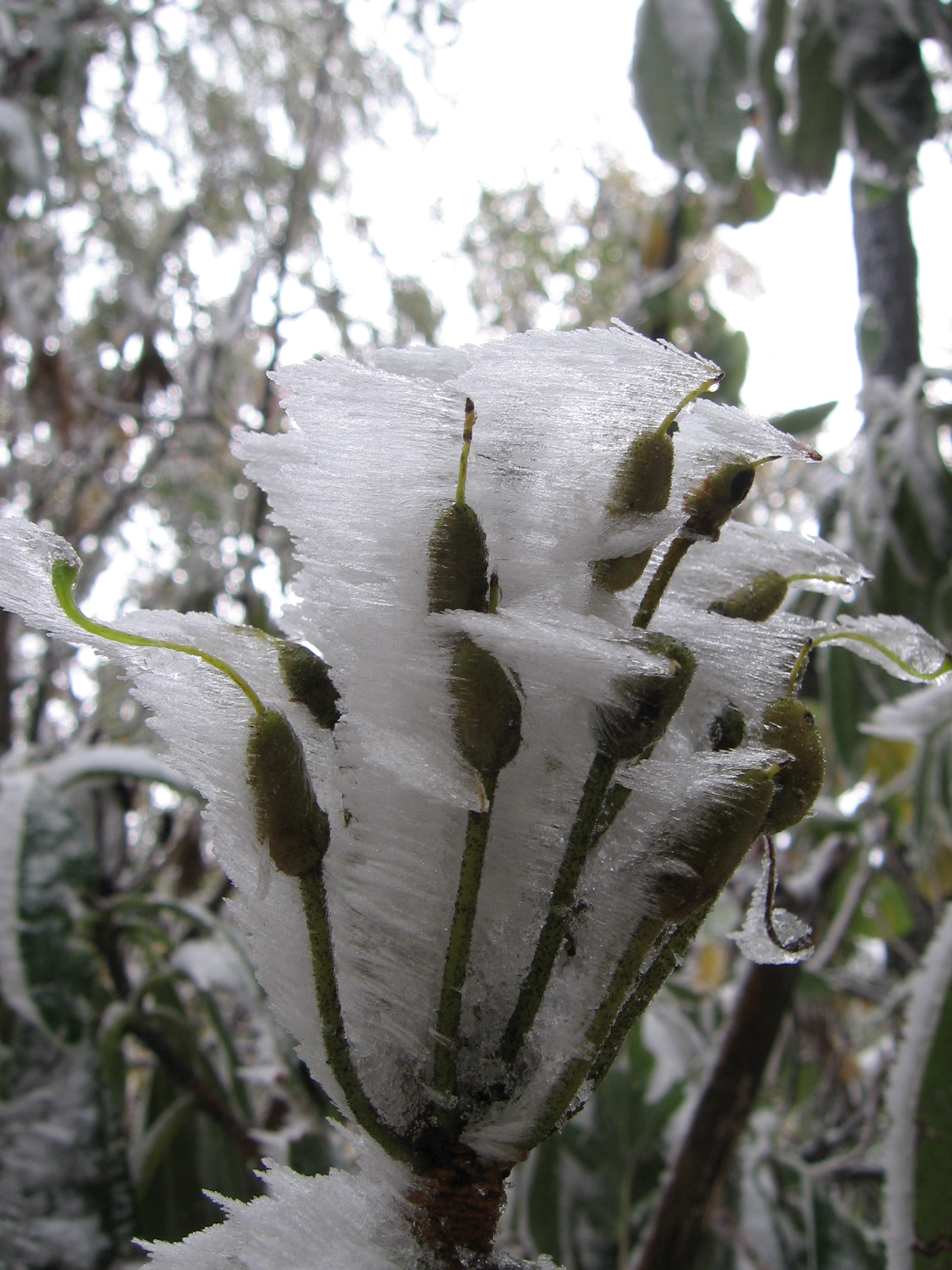
粗氷の拡大。氷の粒が大きく融合している。

## 樹霜
樹霜（じゅそう、英: hoarfrost, air hoar）は、空気中の水蒸気が昇華して木の枝や電線などの地物に付着した樹枝状ないし針状の結晶である。観察すると、球状霧粒の混じることもあるが、針状や板状、柱状などのはっきりした結晶形が目立つものが多い。
過冷却の霧の水滴が物体の表面近くで蒸発して昇華する。霜と同じ原理であるが、層状に発達し、特に樹木などに付着したものをこう呼ぶ。霜は地面付近の地物に多く付くのに対して、樹霜は地面から離れた高い枝などにも付く。樹氷と樹霜の判別が難しいことがあるが、霧がなかった場合にはふつう樹霜と考える。風の弱い晴れた夜から朝にかけて、物体の風上側に成長しやすい。付着は弱く日が当たったり風が吹くと落下しやすい。空気が氷過飽和であれば、霧粒がなくとも生じる。結晶形状の差異は、雪の結晶と同じように気温や湿度の条件の違いが因子。

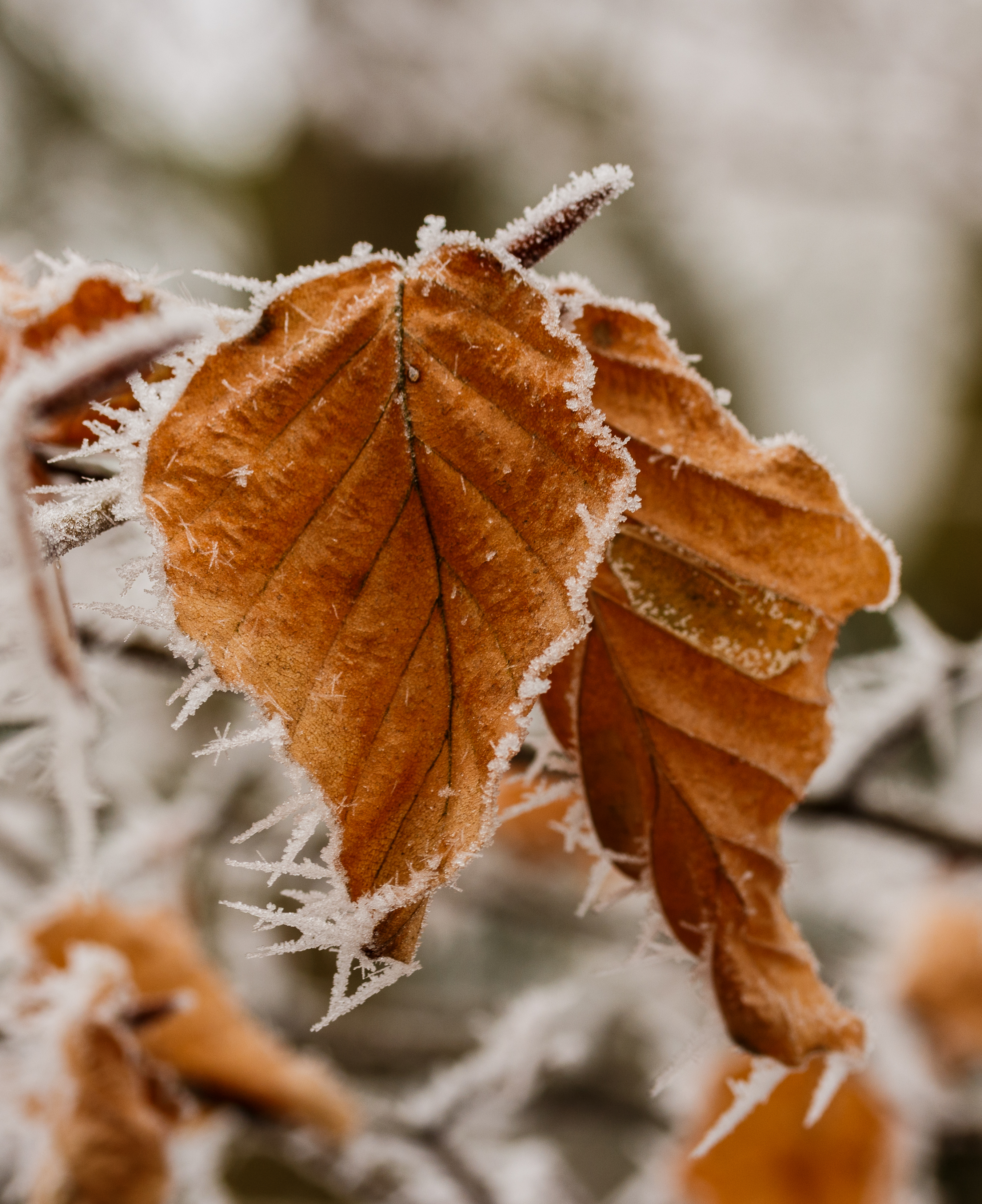
葉に付いた樹霜
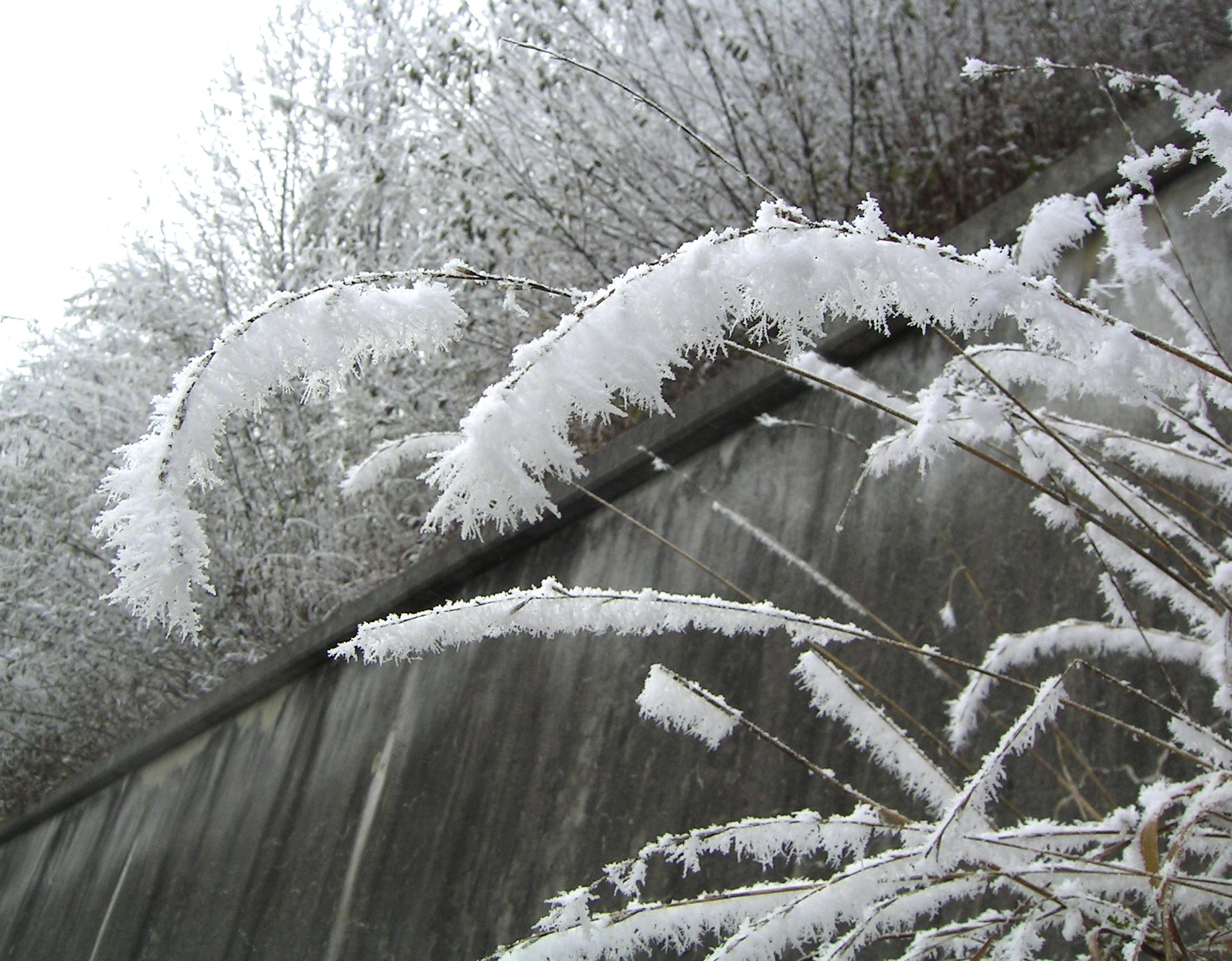
樹氷の側面に発達した樹霜
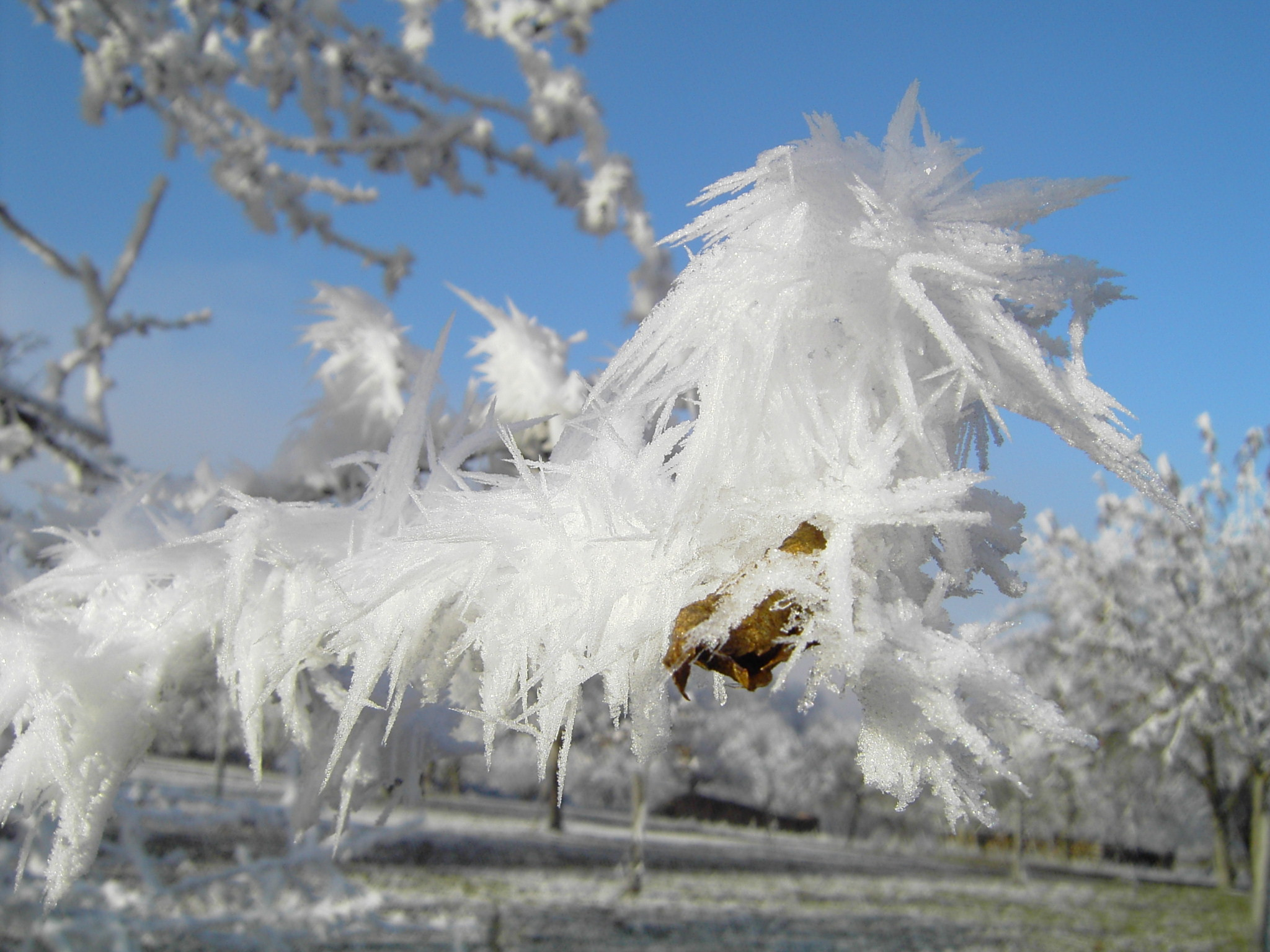
結晶構造が目立つ樹霜
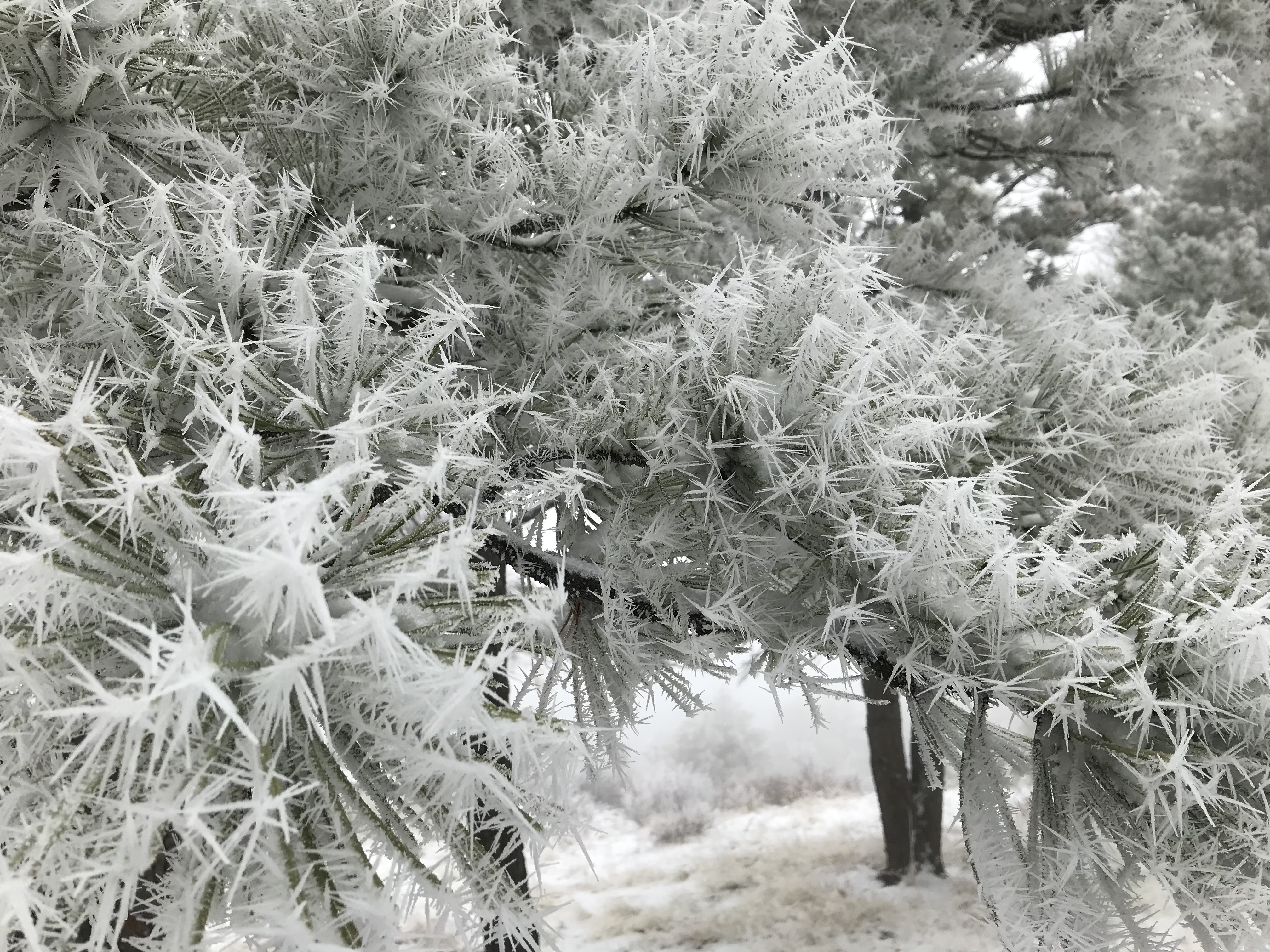
松の葉にサボテンの棘のように付いた樹霜

## 山岳における霧氷・樹氷
アイスモンスターに限らない山岳樹氷は各地にみられ、伊吹山や富士山などはよく知られている。場所や季節によっては粗氷性のものとなる。例えば富士山では春の嵐で南西風のときに粗氷性となるが、春季は氷塊が光を反射して色づき美しいため富士山の樹氷シーズンとされることがある。なお、樹木に氷が付着するもの全般を「樹氷」と呼ぶことがあるため、その指すところには都度注意が必要。
山岳や寒冷地の霧氷は地域的な呼び名がいくつか知られている。それぞれの言葉が指す現象は少しずつ異なる。
- 雲仙岳（長崎県）で「花ボロ」「花ぼうろ」（はなぼうろ）と呼ばれるものは、主に粗氷で樹氷の場合もある[25][6][27]。
- 長野県で「木花」（きばな）と呼ばれるものは、樹霜に近いが樹氷の性質をもつものも含まれると考えられる[25][28][6]。
- 長野県内でも佐久地方では「なご」と呼ばれるものがあり、樹氷あるいは樹霜と考えられる[27][29]。
- 新潟県などには霧氷に相当する「シガ」と呼ばれるものがある。『北越雪譜』にもみられる言葉[25][6]。ただし、水面の氷なども指す[28]。

このほか、東条操の『分類方言辞典』（1954年）では樹枝に付く氷の方言として「きなご」「さい」「なご」「なりしろ」を掲載している。千葉徳爾の論文（1955年）では地方名あるいは訛りとして「ナリシロ」（樹氷に相当、奈良県宇陀郡）、「白布」（読みはシラブまたはヒラブ、霧氷に相当、福島・山形県境地帯）、「フキワケ」（霧氷に相当、四国の高山）を紹介している。

### アイスモンスター
樹氷などの着氷と雪が混じるものは特に珍しいものではないが、特に山地の樹木が樹氷と雪片に覆われて巨大な雪の塊に成長したものをアイスモンスター(英: ice monster)やスノーモンスター(snow monster)、モンスター(monster)と呼ぶ。ただし、どの程度氷に覆われたものをアイスモンスターとするかについてははっきりと定義されていない。樹木を覆い隠すようなものは世界を見ても日本の蔵王連峰や八甲田山など限られた場所にしかみられないとされている。なお、雪が加わっているため厳密には樹氷と区別されるが、アイスモンスターを指して樹氷と呼ぶことは少なくない。
亜高山地帯の風上側の斜面に分布する常緑針葉樹のアオモリトドマツ（オオシラビソ）などにでき、冬の季節風によって雪交じりの雲や霧が長い時間吹き付けることで形成されるのが典型。例えば蔵王に近い朝日連峰は積雪が多いためアオモリトドマツが生育できないなど、条件が揃う場所は限られている。八甲田山における気象条件は気温約−10から−15 ℃、風速約10 - 20 m/sである。蔵王では、12月後半にアオモリトドマツは霧氷や雪に包まれはじめ、1月から2月には厚みを増し風上側に横方向の溝が走ってモンスターに形容される特徴的な姿ができてくる。一夜にして10 - 30センチメートル(cm)成長することもある。2月から3月頃が最盛期で、3月下旬には痩せはじめ、雨が降ってしまうと崩壊する（時期は1980年代頃のデータ）。蔵王などのアイスモンスターは観光資源にもなっている。
蔵王におけるアイスモンスターの発見は1914年の神山峯吉らによる初登頂のときで、当初は「雪の坊」「雪瘤」などと呼ばれ、後年「アイスモンスター」などの呼称が登場している。アイスモンスターを指してしばしば「樹氷」の呼称が使われるが、アイスモンスターの成因が明らかにされる1960年代後半以前、樹氷の巨大なものと誤解されていたことが原因となっている。山形大学の柳澤文孝によれば、この誤解の初出は1922 - 1923年頃に蔵王でスキー合宿を行った第二高等学校 (旧制)と東北帝国大学の学生らまで遡ることができ、この頃からスキー上級者に知られ、1936年に円谷英二らが撮影した映画『新しき土』の蔵王ロケが1つの契機となり全国に広まったという。
過去の調査ではアイスモンスターは北海道から長野県の山で発見されているが、次第に範囲は狭まって1970年代以降は八甲田、蔵王、八幡平、森吉山、西吾妻山と東北地方に限られるようになっており、地球温暖化の影響と考えられている。南限および西限は長野県の菅平高原（確認されたのは1960年代まで）とされてきたが、2018年1月に白山で発見されて国内最南端、最西端を更新しており、柳澤によれば年によっては条件が揃い北陸などで発生する可能性がある。

樹氷と雪の混合（アイスモンスター、スノーモンスター）
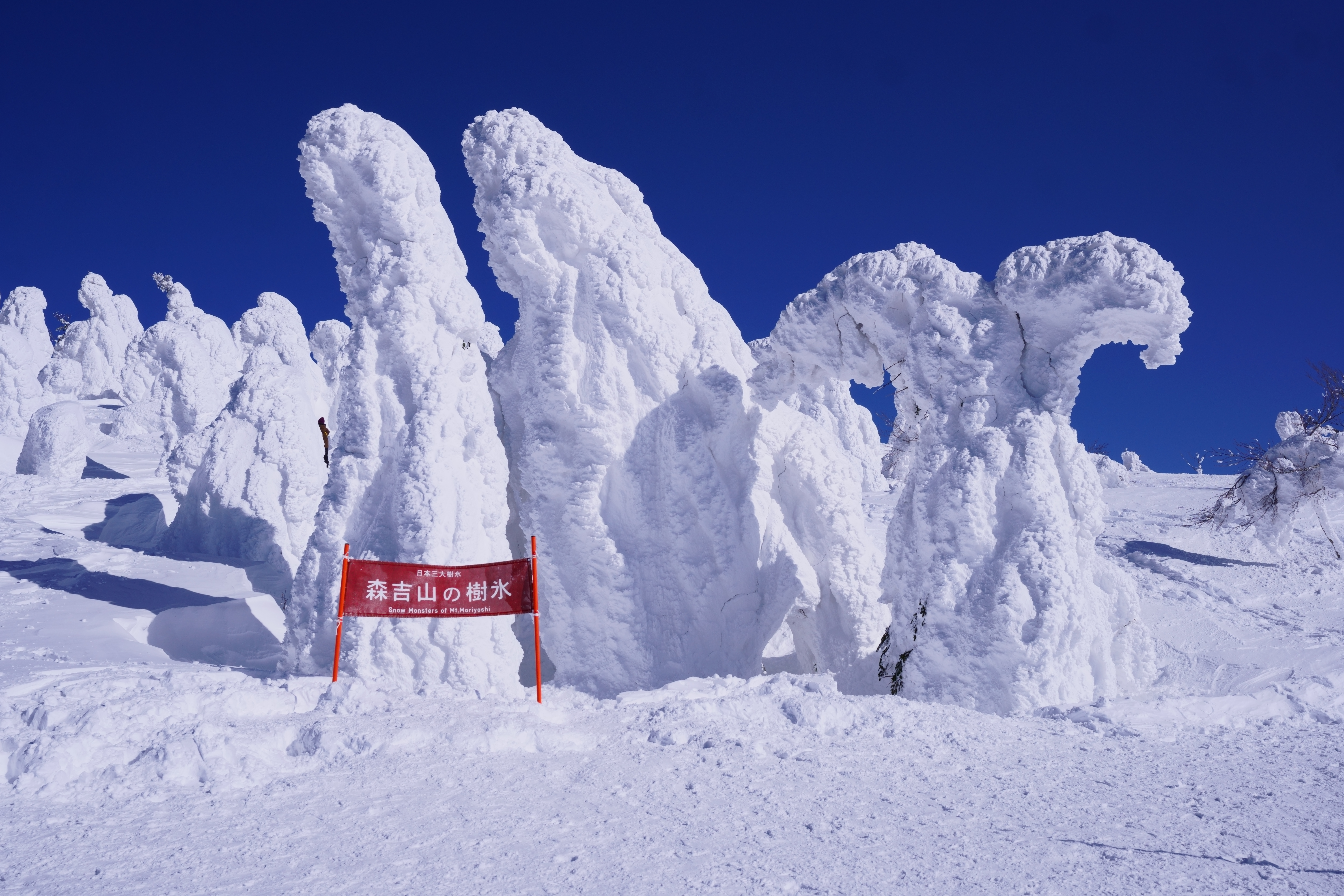
秋田県森吉山樹氷平
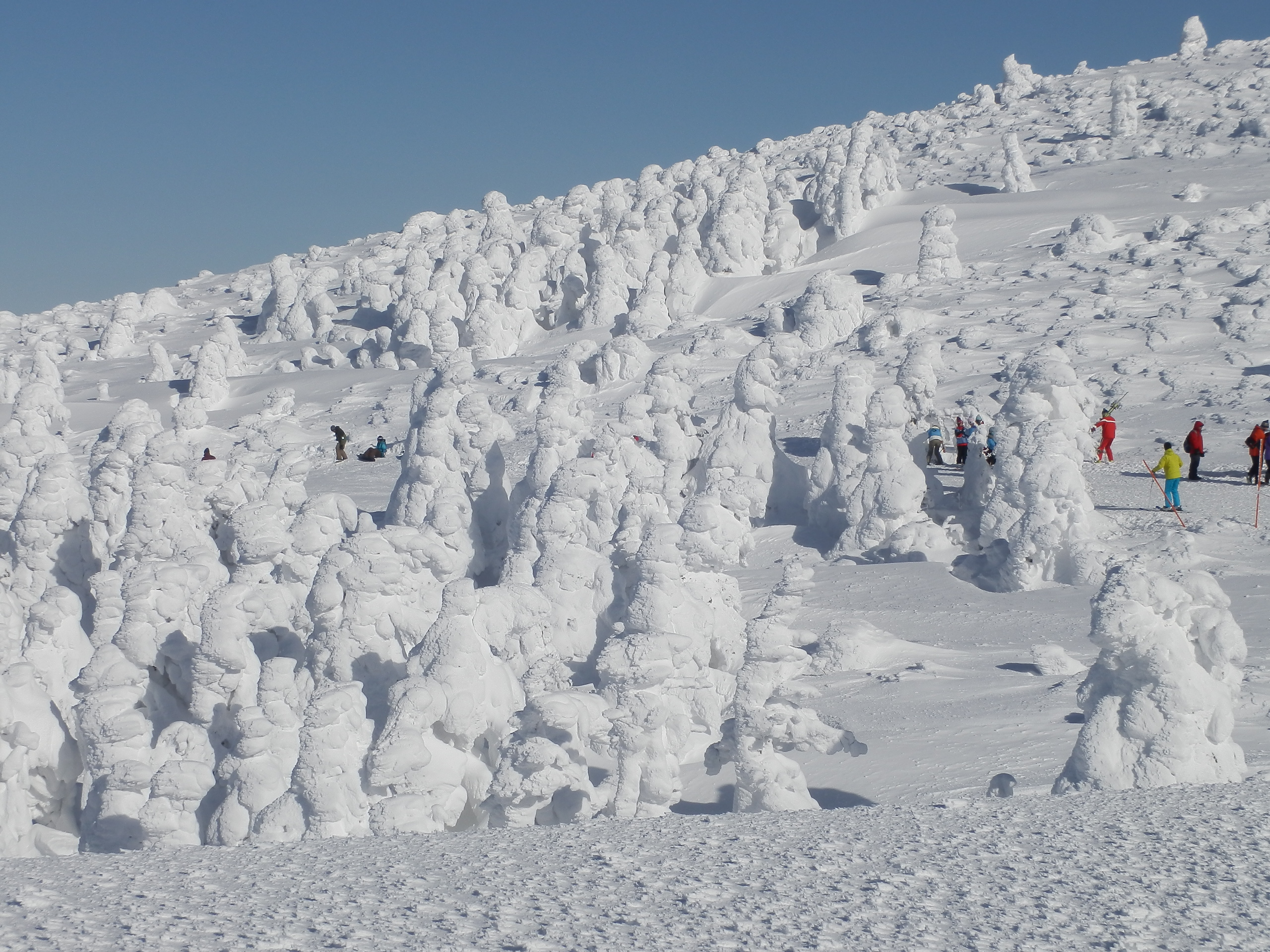
山形県蔵王連峰
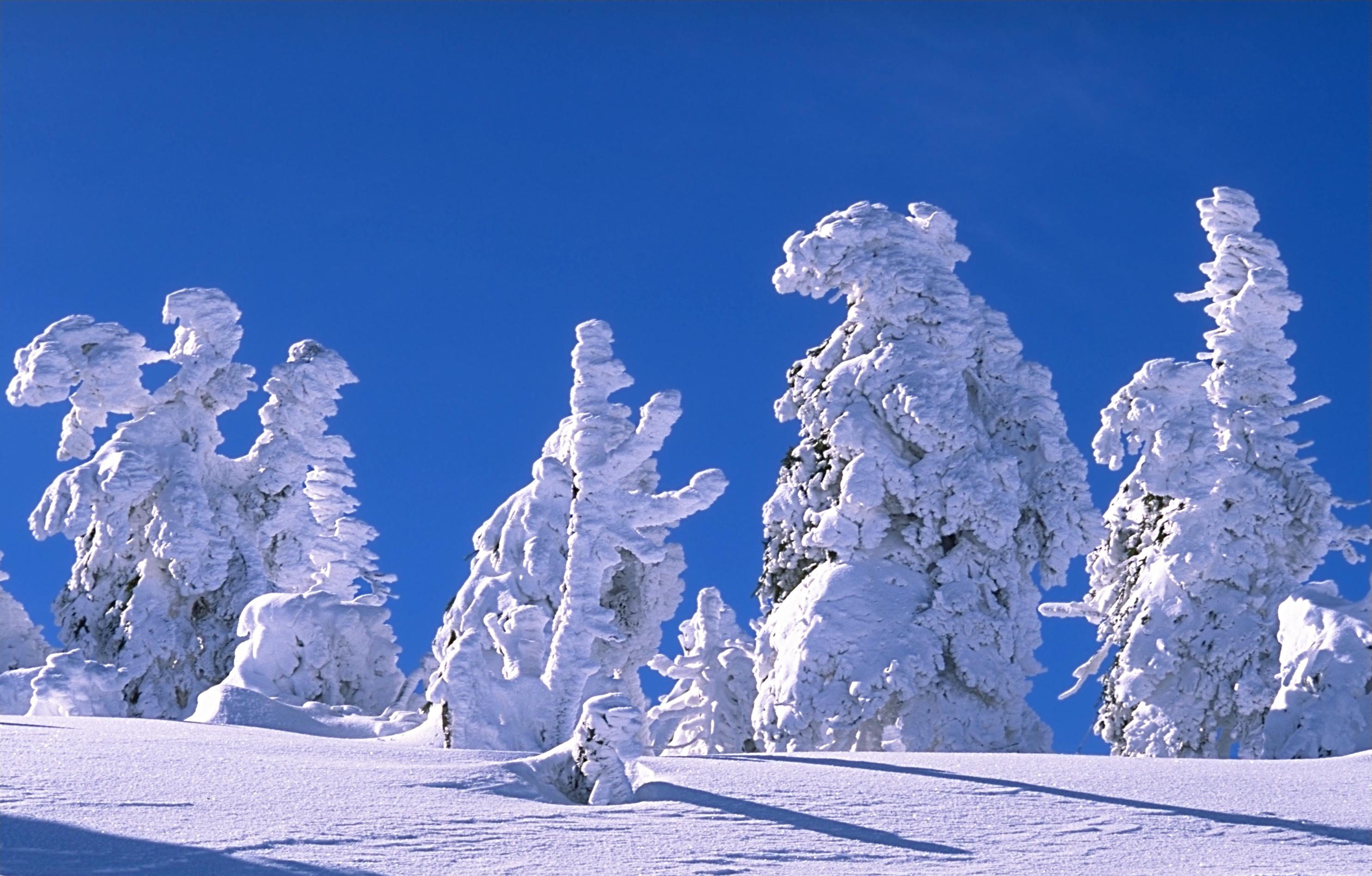
ドイツブロッケン山

## 用語の変遷
気象用語として現在の用法が成立するまでには変遷があった。まず1877年（明治10年）に内務省地理局が英語から気象用語を翻訳する際、"silver thaw"を「樹氷」、"glazed frost"を「凝霜」と訳し、1886年（明治19年）発行の気象観測法の第1版にも記載される。1915年（大正4年）改正の気象観測法の第2版では「樹氷」が「霧氷」、「凝霜」が「雨氷」へと言葉が改められる。1929年（昭和4年）改正の気象観測法第2版改版では「霧氷」の解説で「樹氷」「粗氷」「樹霜」の3種を紹介、その分類体系は現在の「気象観測の手引き」でも同様となっている。
初めの和訳の元となった英語silver thaw, glazed frostは主にイギリスで使用されていた言葉で、ドイツ語の"rauhfrost", "glatteis"に相当するものとして1873年（明治6年）頃の気象用語を決める国際会議で採用された。なお、1892年（明治25年）の会議でsilver thawは白色氷, glazed frostは透明氷とするよう文書が出されている。さらに後に用語は改められ、白色氷を"rime", 透明氷を"glaze"と呼ぶようになっている。silver thawは「白銀霜」の訳語が充てられる雨氷を指す口語となった。
1892年の文書発出や後の用語改訂の背景には、silver thawがイギリスなどでも雨氷（透明氷）の意味でしばしば誤用されていたことがあると考えられる。日本でも1894年に和田雄治が日本語の「樹氷」と「凝霜」を交換する提案をしている。
なお現在でも英語と日本語で用語の分類には若干の差異がある。世界気象機関の『国際雲図帳』(2017)やアメリカ気象学会(AMS)の気象学用語集では、rimeはsoft rime、hard rime、clear iceの3つに分類し、hoar frostはrimeと異なるものとする。clear iceは主に航空機着氷に用いる。